# Luceria oculalis
Luceria oculalis is een vlinder uit de familie spinneruilen (Erebidae). De wetenschappelijke naam is voor het eerst geldig gepubliceerd in 1877 door Moore.
De soort komt voor in tropisch Afrika.